# Perseus OB1
Association OB
Perseus OB1 est une association OB de l'hémisphère céleste nord (en) située dans la constellation de Persée, centrée autour du double amas de Persée.
Le membre le plus brillant de l'amas est la supergéante bleue 9 Persei.